# 에디 개델
에드워드 칼 개델(Edward Carl Gaedel)은 에디 개델(Eddie Gaedel)이라는 애칭으로 더 유명한 왜소증을 가진 메이저 리그 베이스볼 선수다.
세인트루이스 브라운스(현 볼티모어 오리올스)선수로 1951년 8월 19일 더블헤더 2차전에 볼넷으로 출루할 목적으로 대타 출전한 것으로 알려져 있다.